# Хоциалова, Людмила Александровна
Людмила Александровна Хоциалова (до замужества Матвеева; 19 ноября 1928, Москва — 20 августа 2008, Москва) — советская спортсменка, трёхкратная чемпионка СССР (1955–1957) и трёхкратная чемпионка Европы (1955–1957) по академической гребле. Заслуженный мастер спорта СССР (1981).

## Биография
Родилась 19 ноября 1928 года в Москве. Занималась академической греблей в спортивных обществах «Крылья Советов» и «Труд», тренировалась под руководством Петра Пахомова.
Наиболее значимых результатов добивалась в середине 1950-х годов, когда трижды выигрывала чемпионат СССР и трижды завоёвывала звание чемпионки Европы в классе восьмёрок. В 1957 году также становилась победительницей Международных дружеских игр молодёжи в той же дисциплине.
Окончила чертёжно-конструкторские курсы Мосгороно. После завершения спортивной карьеры работала учителем начальной школы при посольстве СССР в Ираке и инженером службы противопожарной профилактики и охранно-пожарной сигнализации Дворца спорта «Динамо».
Умерла 20 августа 2008 года в Москве. Похоронена на Ваганьковском кладбище.